# Michael Hardt
Michael Hardt (Rockville, Maryland, 19 gennaio 1960) è un filosofo e teorico politico statunitense.

## Biografia
Michael Hardt, professore di letteratura e italianistica alla Duke University e professore di filosofia e politica alla European Graduate School, è uno dei più noti filosofi politici statunitensi contemporanei. 
Allievo di Fredric Jameson, è autore, insieme ad Antonio Negri, della celebre tetralogia composta da Impero, Moltitudine, Comune e Assemblea.

## Opere
- Gilles Deleuze: an Apprenticeship in Philosophy, 1993 (Gilles Deleuze. Un apprendistato in filosofia, 2016, Roma, DeriveApprodi, a cura di Girolamo De Michele, ISBN 978-88-6548-139-4
- Labor of Dionysus: a Critique of the State-form, con Antonio Negri, 1994 (Il lavoro di Dioniso: per la critica dello Stato postmoderno, 1995, Roma, Manifestolibri, ISBN 88-7285-077-0)
- Empire, con Antonio Negri, 2000 (Impero: il nuovo ordine della globalizzazione, 2002, Milano, Rizzoli, trad. it. di Alessandro Pandolfi, ISBN 88-17-86952-X)
- Multitude: War and Democracy in the Age of Empire, con Antonio Negri, 2004 (Moltitudine: guerra e democrazia nel nuovo ordine imperiale, 2004, Milano, Rizzoli, trad. it. di Alessandro Pandolfi, ISBN 88-17-00200-3)
- Commonwealth, con Antonio Negri, 2009 (Comune: oltre il privato ed il pubblico, 2010, Milano, Rizzoli, trad. it. di Alessandro Pandolfi, ISBN 9788817038416)
- Declaration, con Antonio Negri, 2012 (Questo non è un Manifesto, 2012,  Milano, Feltrinelli, trad. it. Stefano Valenti, ISBN 978-88-07-17246-5)
- Assembly, con Antonio Negri, 2017 (Assemblea, 2018, Firenze, Ponte alle Grazie, trad. it. Tania Rispoli, ISBN 9788833310640)